# 5865 Qualytemocrina
5865 Qualytemocrina è un asteroide della fascia principale. Scoperto nel 1984, presenta un'orbita caratterizzata da un semiasse maggiore pari a 2,4075462 UA e da un'eccentricità di 0,1305037, inclinata di 7,60781° rispetto all'eclittica.